# جایزه براندر
جایزه پرایز (به انگلیسی: Brunder Prize) نام یک جایزه است.
دانشگاه ییل هر ساله مراسمی را تحت عنوان براندر پرایز برگزار می‌کند و طی آن به برگزیدگان این مراسم جوایزی در ارتباط با مطالعات همجنس‌گرایی اهدا می‌کند.
این مراسم به یادبود جیمز رابرت براندر شهرساز، موسیقیدان و عکاس (۱۹۶۱-۱۹۹۸) یکی از اعضای دانشگاه یل برگزار می‌شود. جیمز براندر در ۱۸ سپتامبر ۱۹۹۸ بر اثر بیماری ایدز درگذشت.

## برندگان جایزه برندر
- ۲۰۰۰ جرج چانسی - مورخ
- ۲۰۰۱ للین فیدرمن - پژوهشگر
- ۲۰۰۲ ایو کوسوفسکی سدجویک - پژوهشگر
- ۲۰۰۳ جاناتان ند کتز - مورخ
- ۲۰۰۴ جودیت باتلر - فیلسوف
- ۲۰۰۵ جان دمیلیو - نویسنده و معلم
- ۲۰۰۶ متیو کلز - کارگردان
- ۲۰۰۷ بی. رابی ریچ - منتقد
- ۲۰۰۸ دایدیر ارایبن - فیلسوف